# إينوك لايت
إينوك لايت (بالإنجليزية: Enoch Light)‏ هو موزع ومهندس الصوت وملحن وعازف كمان ومهندس أمريكي، ولد في 18 أغسطس 1905 في كانتون في الولايات المتحدة، وتوفي في 31 يوليو 1978 في كونيتيكت في الولايات المتحدة.

## وصلات خارجية
- إينوك لايت على موقع IMDb (الإنجليزية)
- إينوك لايت على موقع ميوزك برينز (الإنجليزية)
- إينوك لايت على موقع أول ميوزيك (الإنجليزية)
- إينوك لايت على موقع ديسكوغز (الإنجليزية)